# Motorfabriken Eck
Motorfabriken Eck ("Eckens") var ett verkstadsföretag i Partille. Motorfabriken Eck grundades av Carl A. Eck 1907. Bolaget tillverkade elektriska motorer och verktygsmaskiner. Bolaget gick i likvidation 1924. 1925 övertogs resterna av bolaget av Hugo Morén, försäljningschef på Eck, som bildade Elektriska Motorfabriken Morén. På 1930-talet köpte Asea in sig i verksamheten. Asea flyttade delar av produktionen till Västerås och Partillefabriken lades slutligen ned 1965.
Om verksamheten minner i dag Eckens väg i Partille.